# 갤럭시 익스프레스 (밴드)

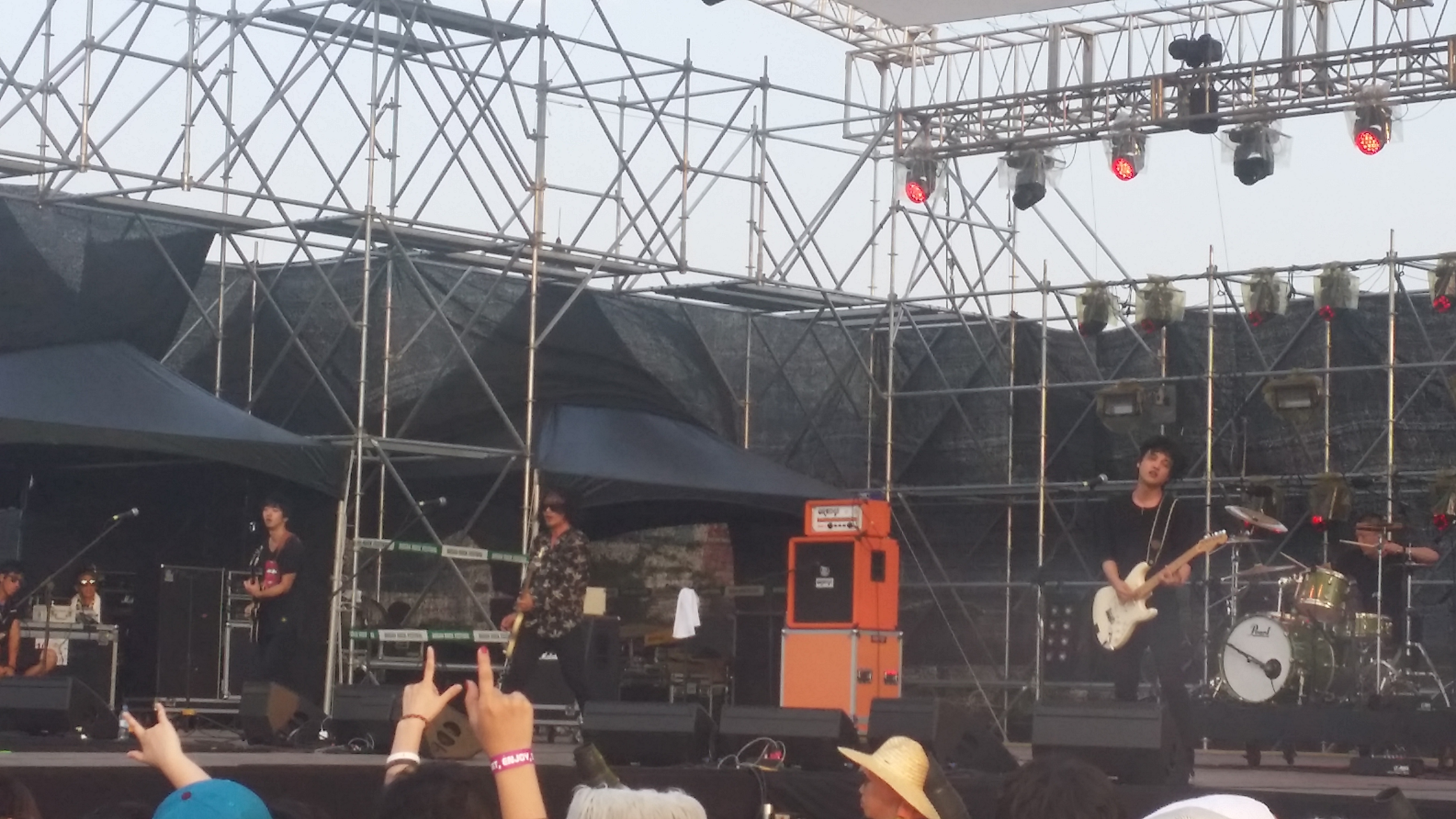
2015년 부산 록 페스티벌에서의 갤럭시 익스프레스

갤럭시 익스프레스(영어: Galaxy Express)는 대한민국의 펑크 록, 개러지 록 밴드이다. 서울의 홍대 앞을 중심으로 활동하고 있으며, 각종 음악 페스티벌의 메인 스테이지에 초청받고 있다.

## 결성 및 활동
갤럭시 익스프레스는 2005년 10월 서울에서 결성되어 2007년 EP 음반 《To The Galaxy》로 데뷔했다. 결성 당시의 멤버는 박종현(기타), 이주현(베이스), 윤홍구(드럼)이었다.
이주현은 1996년 3인조 펑크밴드 '자살매미'를 결성하고 라이브 클럽 '드럭(DRUG)'의 오디션에 도전했지만 탈락했다. 이후 럭스, 삼천펑크, 게토밤스등 여러 밴드를 거치며 연주를 했다. 한편 박종현은 춘천의 강원고등학교에 재학하던 1998년에 스쿨밴드 'KGI'를 결성해 음악을 시작했으며, 홍대 앞에서 3인조 밴드 모글리에서 기타와 보컬을 담당하면서 라이브클럽 스컹크 헬 등에서 활동을 했다. 그러나 모글리의 다른 멤버들이 군입대를 하게 되어 박종현이 혼자 남게 되었고, 가까이 지내던 이주현이 '바세린' 출신의 드러머 윤홍구와 함께 밴드 결성을 제안하여 갤럭시 익스프레스가 시작되었다.
2007년에는 드럼의 윤홍구가 손부상을 당하게 되어 퓨전 재즈와 클래식 타악 연주를 하던 김희권이 영입되었다. 2008년에는 첫 정규 음반 《Noise On Fire》이 발매되었으며, Mnet KM 뮤직페스티벌에서 '올해의 발견상'을 수상했다. 2009년에는 한국대중음악상 최우수 록 앨범상을 수상했다.
2010년에는 소속 레이블 루비살롱에서 독립하여 두 번째 정규 음반 《Wild Days》를 발매했다. 발매 전 밴드는 온라인에 곡을 게시하고 팬들에게 피드백을 받은 후 최종 버전을 녹음했다. 또한 《반드시 크게 들을 것》이라는 락큐멘터리의 주연을 맡아 영화계에도 데뷔하였다. 같은 해 KBS의 뮤직뱅크에도 출연하였는데, 이때 갤럭시 익스프레스의 출연을 위하여 뮤직뱅크 방송 최초로 락밴드의 라이브 공연이 연주까지 생중계되었다.
2011년에는 한국대중음악상 올해의 음악인상을 수상했으며, 서울소닉의 북미 투어에 참여하여 캐내디언 뮤직 위크와 사우스 바이 사우스웨스트(SXSW) 등 주요 음악 페스티벌에 섰다. 또한 뉴욕, 로스앤젤레스 등에서도 콘서트를 열었다. 이때의 여정은 2012년 다큐멘터리 《반드시 크게 들을 것 2: Wild Days》에 기록되었다. 2012년에는 세 번째 정규 음반 《GALAXY EXPRESS》를 발매했으며, 캐내디언 뮤직 위크 및 사우스 바이 웨스트에 다시 출연했다. 또한 프랑스, 대만, 홍콩에서도 공연을 했다.
2013년에도 사우스 바이 웨스트에 섰으며, 같은 해 Mnet의 음악 경연 프로그램 MUST 밴드의 시대에도 참가하여 결선에 진출했다. 거의 동시에 멤버 이주현이 대마초 소지, 재배, 흡연 혐의로 체포되었다. 갤럭시 익스프레스는 밴드의 시대에서 우승했지만, Mnet은 최종회를 방영하지 않았다. 이주현은 법원에서 집행 유예를 선고받았다.
2015년에는 네 번째 음반 《Walking On Empty》를 발매했다. 2017년에는 다시 사우스 바이 사우스웨스트에 출연했다.
2018년에는 드럼 김희권이 밴드에서 탈퇴했다. 2020년에는 신규 드러머 모집을 통해 주우섭이 합류하였고, 2022년 상반기부터는 싱어송라이터이자 시티팝 음악을 하는 전용현이 드러머로 팀에 합류하였다.

## 구성원
- 박종현 - 보컬, 기타
- 이주현 - 보컬, 베이스
- 전용현 - 드럼

### 이전 구성원
- 윤홍구 - 드럼, 보컬 (2005년 - 2007년)
- 김희권 - 드럼 (2007년 - 2018년)
- 주우섭 - 드럼 (2020년 - 2021년)

## 음반 목록

### 정규 음반
- 《Noise On Fire》 (2008년)
- 《Wild Days》 (2010년)
- 《GALAXY EXPRESS》 (2012년)
- 《Walking On Empty》 (2015년)
- 《Electric Jungle》 (2018년)

### 비정규 음반
- 《To The Galaxy》 EP (2007년)
- 《Ramble Around》 EP (2007년)
- 《Come On And Get Up》 EP (2009년)
- 크라잉넛 x 갤럭시 익스프레스《개구장이》 EP (2011년)
- 《Turn it up!》 EP (2020년)
- 《DOWN》 EP (2020년)
- 《Forget it》 EP (2020년)
- 《LAIKA》 EP (2021년)
- 《넌 또 그렇게》 EP (2021년)
- 《The way (redux version)》 EP (2021년)
- 《Don't Care Anymore》 Single (2023년)
- 《나쁜 것을 고른다》 Single (2023년)[18]

### 참여 음반 및 기타
- 한대수 트리뷰트 《물 좀 주소》 03. '물 좀 주소' (2008년)
- 루비살롱 컴필레이션 《RUBY'S PARADISE 2009》 08. '향수 (Remaster)' (2009년)
- K리그 헌정 《Into the K-League》 03. '멈출 수 없어' (2010년)
- 산울림 헌정 《REBORN 산울림》 08. '무지개' (2012년)
- 《시체가 돌아왔다 OST》 06. '피리소리' (2012년)
- 《탈상: 노무현을 위한 레퀴엠》 07. '부산 갈매기' (2012년)
- 《밴드의 시대 - Part.2》 EP 'Be My Baby' (2013년)
- 《인디 20 - Part.2》 01. '다시 처음으로' (2015년)
- 전인권 밴드 그리고 친구들 《너와 나》 EP (2015년)
- 채널1969 컴필레이션 《2069》 02. '과부하' (2018년)
- 《산울림 50주년 기념 정규앨범 Vol.1》 03. '내가 왜 여기 있는지 몰라' (2024년)
- 산울림 50주년 기념 프로젝트 《내 마음은 황무지 (내 마음)》 Single (2024년)

## 방송 등 기타 활동

### 방송
- 2010년 KBS 뮤직뱅크
- 2013년 Mnet MUST 밴드의 시대
- 2018년 EBS 스페이스 공감[19]

### 영화
- 2010년 《반드시 크게 들을 것》 - 본인 역
- 2012년 《시체가 돌아왔다》 - 본인 역
- 2012년 《반드시 크게 들을 것 2 : WILD DAYS》 - 본인 역[20]